# Webzine

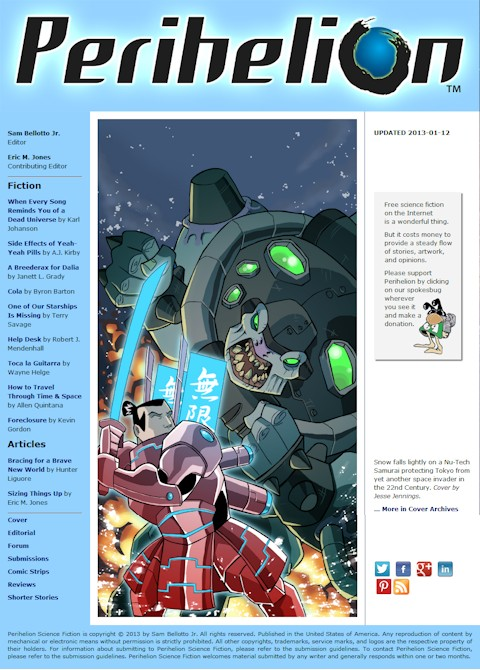
Exemple d'un webzine, "Perihelion".

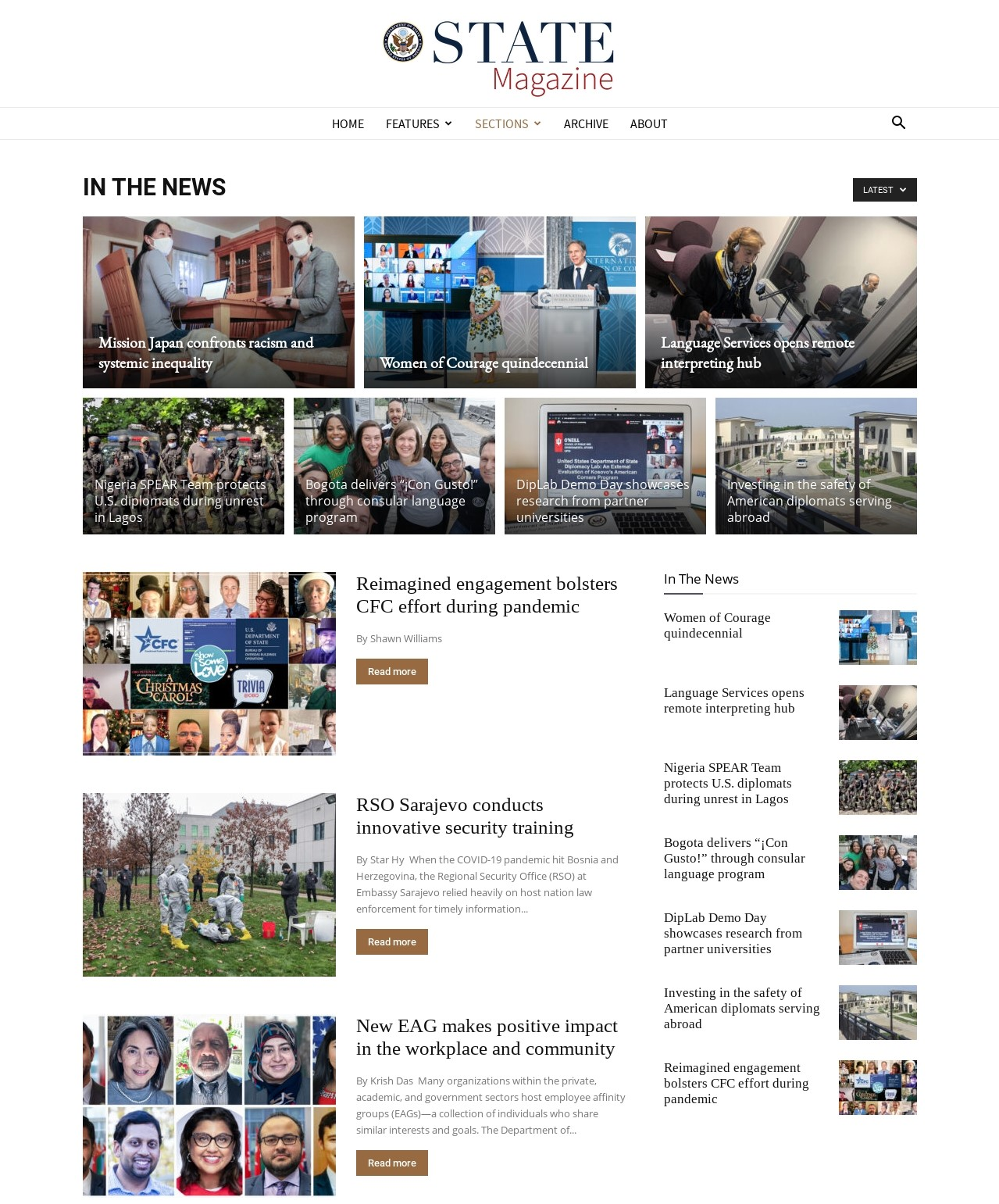
Page d'accueil du magazine numérique américain State Magazine en 2021.

Un webzine est un magazine publié sous forme d'un site web, sans contrepartie imprimée. Le webzine peut être publié par des amateurs ou des journalistes professionnels. Il peut aussi être gratuit ou payant.
On parle de webzine interactif lorsque les visiteurs peuvent commenter les articles ou de webzine collaboratif lorsque les internautes peuvent publier eux-mêmes leurs chroniques sur le site.
Dans le microcosme de la littérature de science-fiction et de fantasy, on appelle couramment webzine un fichier téléchargeable contenant aussi bien des nouvelles, que des articles, des interviews et des step-by-step d'illustrateurs.
Comme les fanzines, les webzines sont souvent thématiques. Ils sont réalisés par des passionnés, souvent en équipe. Les thèmes abordés tournent souvent autour de sujets peu traités par les médias traditionnels : bande dessinée, musique alternative (rock indépendant, heavy metal, punk rock), jeu de rôle mais aussi cinéma, histoire, Internet, mode, etc.
Peu de critères objectifs différencient un webzine amateur d'un site personnel : le nombre de contributeurs, leur passion, la qualité technique de la réalisation sont comparables. Couramment, on attend d'un webzine une ambition rédactionnelle : du contenu original et une parution relativement régulière.
Au début des années 2000, quelques webzines réalisent des audiences qui n'ont rien à envier aux médias classiques et certains jouissent d'une certaine reconnaissance.
Comme ils ont partiellement remplacé les fanzines, les webzines voient leur importance mise à mal par le développement des blogues dès les années 2000, encore plus simples à mettre en œuvre.

## Historique

### En France
En France, le premier webzine fut Cybersphère, créé par Cyril Fievet en 1995, qui proposait des articles gratuits et d'autres payants et qui s'arrêta en 1996.
D'autres sites amateurs, lancés à peu près à la même époque, sont aujourd'hui encore bien vivants - notamment les webzines consacrés à la musique classique, ConcertoNet (1997), Forumopera, Altamusica et ResMusica (1999).
On peut citer notamment les webzines Soitditenpassant.com (fondé en 1996), W-Fenec.org, Les Chroniques du Menteur fondées en 1998, Mysterious Yanick D et Les Nuées créées en 1997, ces webzines font la part belle à l'humour et à l'ironie.
On peut également citer, dans le domaine historique, le webzine Histomag'44, bimensuel consacré à la Seconde Guerre mondiale fondé en 2001 et devenu Histomag 39-45.
Avec le temps et le développement des performances en ligne, l'offre s'est diversifiée. Helloways en est un exemple dans le domaine ténu de la randonnée pédestre.
La fermeture du magazine papier Psikopat (2019) engendre la création du webzine Mazette (lancé par l'une des deux employés permanentes de Psikopat, Mélaka) de 2019 à 2022. Le magazine en tire le bilan en faisant une dernière critique des médias en France,.

## Moyens nécessaires
La compétence technique nécessaire peut être minime : la maîtrise d'un logiciel de conception de site web comme les CMS ou du langage HTML suffit. Contrairement à leurs homologues sur papier, ils bénéficient avec Internet de moyens de publication moins onéreux et de diffusion plus large. 